# Edward Stinson
Edward Stinson (Fort Payne, 11 luglio 1893 – Chicago, 26 gennaio 1932) è stato un aviatore statunitense.

## Biografia
Edward "Eddie" Stinson nasce l'11 luglio del 1893 a Fort Payne, in Alabama, da Edward Anderson Stinson Sr e da Emma B. Beavers.
La sorella maggiore di Stinson, Katherine (1891-1977), fu una delle prime donne aviatore. 
Anche Eddie voleva seguirne l'esempio (come fece del resto anche la sorella minore Marjorie (1896-1975)) e imparò a volare alla Wright School di Dayton in Ohio. Stinson iniziò a esibirsi in volo nel 1912. Durante la prima guerra mondiale, prestò servizio come istruttore di volo per il Corpo aereo dell'esercito degli Stati Uniti a Kelly Field. 
Nel 1921, stabilì un record mondiale di durata in volo quando volò per 26 ore su Roosevelt Field a Long Island con un Larsen JL-6 tra il 29 e il 30 dicembre. Utilizzando lo stesso modello, Stinson operò anche il primo volo notturno senza scalo tra Chicago e New York il 26 luglio 1923.
Nel 1922 Stinson lavorò come pilota collaudatore per la Stout Engineering Company collaudando il bombardiere Stout ST-1 interamente metallico.
Nel 1925 Stinson coinvolse un gruppo di investitori di Detroit nella costruzione di un nuovo aereo commerciale. Il prototipo di questo aereo, chiamato SB-1 Detroiter, fece il suo primo volo pubblico il 21 febbraio 1926. Il successo di questo velivolo avrebbe portato alla fondazione della Stinson Aircraft Company.
Stinson si trasferì in una grande casa a Dearborn, nel Michigan, dove visse fino alla sua morte.
Stinson morì a soli 38 anni, a causa delle lesioni subite durante un atterraggio di emergenza avvenuto il 25 gennaio 1932, mentre pilotava il prototipo dello Stinson Model R nel corso di un volo dimostrativo presso Chicago. L'aereo esaurì il carburante sul lago Michigan. Mentre cercava di atterrare sul campo da golf di Jackson Park l'ala dell'aereo viene tranciata dopo aver colpito un pennone. Stinson morì il giorno dopo in ospedale invece gli altri tre passeggeri sopravvissero malgrado le ferite.
All'epoca della sua morte Stinson deteneva il primato mondiale di ore di volo per un pilota con oltre 16.000 ore.